# 生体材料
生体材料（せいたいざいりょう、英語: biomaterial、バイオマテリアル）とは、医学・歯学分野において、主にヒトの生体に移植することを目的とした素材のことである。具体的な生体材料としては人工関節やデンタルインプラント、人工骨および人工血管用の素材などが該当する。

## 概要
生体材料とは「生命を持たず、医療器具に用いられ、生体との相互作用を意図された材料」と定義されている。
生体は、一般的に体内に異物が混入するとこれを除去するよう応答する (異物反応)。これに対し、適切な応答を引き起こす材料を生体適合性 (biocompatibility) を有するという。適切な応答の一つの指標としては、異物反応がほとんどないことが挙げられる。そのため、従来は組織反応による炎症や体外排除などの拒絶反応がないことを指標に、種々の金属やセラミックス、プラスチックなど広く素材が探求されてきた。その成果としてステンレス製やチタン製の人工関節などが開発された。近年では、より積極的に組織の再生を誘導するような形での適切な応答が求められており、ハイドロキシアパタイト（ヒドロキシアパタイト）など生体中に存在する材料を用いることで、その材料が生体中で持つ特性を生かすことを目的とした素材探求に注目が集まっている。ハイドロキシアパタイト製の人工骨材は、ステンレス製の骨材とは異なり徐々に本来の骨組織へ置換され、骨の再生を促す例が知られている。

## 生体適合性
生体適合性には素材自体の毒性、内毒素などの微生物由来成分の存在、機械的影響、および周辺タンパクや細胞との相互作用という4つの観点が存在する。毒性とは、生体材料から体液中に溶出した成分が細胞、組織、ないしは生理学的な悪影響を及ぼすことである。原因物質としては例えば高分子材料のモノマー成分や、金属やセラミックからのイオンなどが挙げられる。また、機械的影響とは、生体材料が周辺の組織を物理的に刺激することをいう。生体材料が周辺の組織に対し相対的に運動する場合、特に材料が硬質、または先鋭である場合には周辺組織は物理的な刺激を被ることになる。相互作用は、材料によって培養系中では大きな差をもたらすが、生体中では差は見られず、この原因は明確になっていない。
これらが悪影響を及ぼさない場合、生体材料は体内において、薄い線維性のカプセルに包まれ (被包化) 周辺組織の炎症も沈静化する。この場合、この材料は「生体適合性がある (biocompatible)」、ないしは「不活性 (inert)」と区分される。
このような被包化が好ましくない場合もあり、被包化を引き起こさない材料が探索されている。2013年現在、分解性、ないしは多孔質の材料で血管新生を伴う周辺組織との一体化が見られており、改良が行われている。被包化する不活性な生体材料を第一世代、生体吸収性ないしは生理活性を持つ生体材料を第二世代、治癒促進効果を持つ材料を第三世代と区分することもある。

## 材料の種類

### 金属
ステント、人工心臓弁、人工関節、デンタルインプラントなどにおいて、ステンレス鋼、コバルト合金、チタン合金などが用いられている。それぞれの具体例としては 316L (ステンレス)、ASTM F75 (Haynes-Stellite 21, コバルト合金)、ASTM F67 (純チタン)、ASTM F136 (Ti-6Al-4V, チタン合金) が頻繁に用いられる。これらに共通する特徴は生理的環境における防食性である。

### セラミック
ガラスやセラミックは主として硬組織の補綴に用いられる。具体的な用途としては、歯科領域でのグラスアイオノマーセメントや義歯、インレー、クラウン、顎顔面領域での補綴材料、人工関節などが挙げられる。また、金属における腐食の問題を回避するため、表面にアルミナなどがコートされることもある。特に生体との良好な結合が必要とされる場合、表面を多孔質にすることが好ましいが、多孔質表面は腐食しやすくなるため、多孔質セラミックがコートされることもある。

### 合成高分子
合成高分子は多くが糸状ないしは織物状の形態で用いられている。非分解性の縫合糸としてナイロン、ポリプロピレンなどが、分解性の縫合糸としてポリジオキサノン、ポリ乳酸などが用いられている。また、血流に接触する用途にはポリエチレンテレフタレートやテフロンが用いられている。

### 生体由来材料
絹糸が縫合糸として古くから用いられているのをはじめとして、多くの生体由来材料が用いられている。コラーゲンのように、一旦素材化したものだけでなく、細胞を取り除いた組織 (脱細胞組織) をそのまま用いることも行われている (例：人工心臓弁)

## 用途例
- 人工血管
- 人工心臓弁
- 人工関節
- 人工骨
- デンタルインプラント
- 眼内レンズ
- ステント
- 縫合糸